# 蕭皇后 (遼聖宗)
萧皇后（10世纪?—11世纪?），辽圣宗耶律隆绪第一任皇后。
《辽史》后妃传中，并无萧氏传记，甚至未提及萧氏。《辽史》中仅有两处关于萧氏的记录。一处是，统和四年（986年）九月十六辛巳，圣宗纳皇后萧氏，立为皇后。另一处是，统和十九年（1001年）三月二十九壬辰，皇后萧氏以罪降为贵妃。萧氏被废的具体原因不详，仅知萧氏被废后不久的五月十五丙戌，辽圣宗的母亲萧绰的侄女蕭菩薩哥被册封为齐天皇后。

## 与萧贵妃是否为同一人
2012年，辽圣宗和某贵妃之女耶律燕哥的墓志被现，得知其出生于990年，四五岁（虚岁）时生母萧贵妃即逝世。现代研究者推论，耶律燕哥生母萧贵妃即是萧废后，更推测耶律佛宝奴是耶律燕哥兄长、萧废后之子。
2015年9月，在内蒙古自治区多伦县境内发现辽代墓葬。2016年的报道称，墓主人萧氏为辽圣宗贵妃、废后。据墓志可知，萧贵妃育有两女一男，出于萧阿古只一系，于在统和四年（986年）入宫。墓志有“永巷陈脱簪之谏，不废忠规。”因“永巷脱簪之谏”是姜后的典故。故有研究者认为，她即是统和四年（986年）九月所立的皇后萧氏，后被废:86—87。持此观点的研究者，又指出她与统和十九年（1001年）所废的萧皇后并非同一人:87:89。

## 备注
1. ↑  因《辽史·卷71·后妃列传》没有记载，常将她与萧菩萨哥混为一谈。但萧菩萨哥十二岁入宫，死于辽兴宗重熙元年（1032年），享年五十岁，统和四年（986年）不过四岁，断不是辽圣宗统和四年（986年）的皇后。
2. ↑  郭宝存、祁彦春文章[3]中提供的耶律燕哥墓志拓片，有“公主始四五岁失贵妃”句。